# عزیز نصیرزاده
 عزیز نصیرزاده (زادهٔ ۱۳۴۳) سرتیپ خلبان ارتش جمهوری اسلامی ایران است که از سال ۱۴۰۳ به‌عنوان وزیر دفاع و پشتیبانی نیروهای مسلح فعالیت می‌کند. وی در فاصله سال‌های ۱۳۹۷ تا ۱۴۰۰ فرماندهی نیروی هوایی ارتش را برعهده داشت و از ۱۴۰۰ تا ۱۴۰۳ جانشین رئیس ستاد کل نیروهای مسلح بود.
نصیرزاده فعالیت نظامی را از سال ۱۳۶۱ آغاز کرد و سال‌های آخر جنگ ایران و عراق از خلبانان نیروی هوایی ارتش بود. وی در فاصله سال‌های ۱۳۸۸ تا ۱۳۹۶ ریاست ستاد نهاجا (معاونت هماهنگ‌کننده نیروی هوایی ارتش) را برعهده داشت و از ۱۳۹۶ تا ۱۳۹۷ جانشین فرمانده نیروی هوایی ارتش بود.

## زندگی و فعالیت نظامی
عزیز نصیرزاده در سال ۱۳۴۳ در شهر سرآب، استان آذربایجان شرقی زاده شد و دوران تحصیلات متوسطه خود را در تهران گذراند. وی در سال ۱۳۶۱ به استخدام نیروی هوایی ارتش جمهوری اسلامی ایران درآمد و پس از فارغ‌التحصیلی از دانشکده خلبانی نیروی هوایی ارتش و طی دوره‌های آموزشی در ایران و پاکستان، به گردان تاکتیکی هواپیمای اف-۱۴ پیوست. او از اواسط جنگ ایران و عراق به‌عنوان خلبان جنگنده اف-۱۴ در چندین مأموریت هوایی شرکت داشت.
نصیرزاده پس از جنگ در سمت‌هایی چون وابسته نظامی جمهوری اسلامی ایران در ایتالیا، مدیریت جنگ الکترونیکی معاونت عملیات نهاجا، معاونت اطلاعات نیروی هوایی، معاونت طرح و برنامه نهاجا، معاونت هماهنگ‌کننده نیروی هوایی (رئیس ستاد نیروی هوایی ارتش) و جانشینی فرمانده نیروی هوایی ارتش فعالیت داشته است. وی در سال ۱۳۹۱ درجه سرتیپی دریافت کرد.

## فرماندهی نیروی هوایی ارتش
سید علی خامنه‌ای در ۲۸ مرداد ۱۳۹۷ نصیرزاده را به فرماندهی نیروی هوایی ارتش جمهوری اسلامی ایران منصوب کرد. او پیش از این یک سال جانشین فرمانده نیروی هوایی ارتش و یک سال نیز معاون برنامه و بودجه و امور مجلس ارتش جمهوری اسلامی ایران بود.

## وزیر دفاع
نصیرزاده به عنوان وزیر دفاع پیشنهادی دولت چهاردهم به مجلس معرفی شد. او توانست با ۲۸۱ رأی اعتماد از مجلس، رکورد بیشترین رأی اعتماد در جمهوری اسلامی را به دست آورد.

## سوابق
- وزیر دفاع و پشتیبانی نیروهای مسلح
- وابسته نظامی ایران در ایتالیا
- مدیریت جنگ الکترونیک معاونت عملیات نیروی هوایی ارتش
- معاون اطلاعات نیروی هوایی ارتش
- معاون طرح و برنامه نیروی هوایی ارتش
- معاون هماهنگ‌کننده و رئیس ستاد نیروی هوایی ارتش
- جانشین فرمانده نیروی هوایی ارتش
- معاون برنامه، بودجه و مجلس ارتش جمهوری اسلامی ایران
- فرمانده نیروی هوایی ارتش
- جانشین رئیس ستاد کل نیروهای مسلح[۱۳][۱۴]

## جایزه‌ها و نشان‌های افتخار
این بخش شامل نشان‌ها و جایزه‌های رسمی نصیرزاده است که بر روی لباس همسان او نصب می‌شود ولی جایزه‌های غیرنظامی و غیررسمی را دربر نخواهد گرفت.

### آرم‌ها
| آرم‌های سینه             |                     |
| هیئت معارف جنگ          | خلبان F14           |
| دانشگاه فرماندهی و ستاد | آجا                 |
| دانشگاه عالی دفاع ملی   | بج سینه جنگنده F-14 |

| آرم‌های بازو |
| ودجا        |

### نوار نشان‌ها
|              |  |            |
|              |  | دوره دکتری |
| دوره تخصصی   |  |            |
| دوره سرپرستی |  |            |
|              |  |            |

### نام نشان‌ها
| نشان ایثار             | نشان ورزش              | نشان دانش              |
| دوره کارشناسی          | دوره کارشناسی ارشد     | دوره دکتری             |
| دوره تخصصی             | دوره دافوس             | دوره علوم استراتژیک    |
| دوره سرپرستی           | دوره مقدماتی           | دوره عالی              |
| دوره سوم دانشگاه افسری | دوره دوم دانشگاه افسری | دوره اول دانشگاه افسری |